# 八家子林业局
八家子林业局是一个位于中华人民共和国吉林省延边朝鲜族自治州和龙市的类似乡级单位，亦是长白山森工集团所属的一个林业局。
八家子林业局始建于1948年，总经营面积15.6万公顷，森林覆盖率94.4%，下辖29个基层单位，林区社会总人口1.8万人。

## 行政区划
八家子林业局下辖以下单位：
仲乡林场、古洞河林场、升平林场、马鞍山林场、腰团林场、安北林场、三道林场、荒沟林场、先锋林场、官地林场、泉水林场和庙岭林场。